# EHC Biel
EHC Biel är en schweizisk ishockeyklubb som spelar i Schweiz högsta ishockeyliga Nationalliga A. Staden Biel är tvåspråkig och förutom tyska pratas det även franska. Det franska namnet för staden är Bienne. Därför kallas laget ibland HC Bienne eller EHC Biel-Bienne.

## Historia
Klubben grundades 1939 av Heinrich Plüss, som senare även grundade klubben EHC Tornado Biel. 1947 fusionerade de båda klubbarna och under namnet EHC Tornado Biel som året därpå byttes till EHC Biel.
Säsongen 1974/1975 lyckades laget för första gången ta sig upp till Nationalliga A (NLA).

### Första sejouren i Nationalliga A
1975/76, det första året i NLA, slutade Biel 2:a. Det var början på en storhetstid där EHC Biel blev schweiziska mästare tre gånger (säsongerna 1977/1978, 1980/1981 och 1982/1983). Under Lockout-säsongen 1994/1995 slutade Biel sist och blev nerflyttade till Nationalliga B (NLB). Dessutom hade klubben stora ekonomiska problem med skulder på flera miljoner Schweizerfranc.

### Mellanperiod
De följande åren handlade mest om att sanera klubbens ekonomi. Efter många år i toppskiktet av NLB lyckades EHC Biel säsongen 2007/2008 återvända till NLA efter att ha besegrat EHC Basel med 4–0 i matcher.

### Återkomst till NLA
Under tiden 2008-2017 slutade Biel varje säsong i nedre halvan av NLA. En botten nåddes 2015/16 då man slutade sist i NLA men slapp kvala, eftersom Ajoie, vinnare av Nationalliga B, inte ville stiga upp.
Säsongen 2017/2018 kom Biel på plats 3 i Nationalliga A efter en stark avslutning. Kvartsfinalen mot Davos vanns med 4-2 i matcher. För första gången sedan 1990 nådde Biel NLA-semifinal. Denna spelades mot Lugano och förlorades med 2 matcher mot 4.

## Klubbmärke
Klubbmärket innehåller bilden i Biels stadsvapen: två korsade bilor. 

## Arena
Säsongen 2015/16 började Biel spela i den nybyggda Tissot Arena, en multifunktionell anläggning där ishockeyhallen tar 6 500 åskådare. Dessutom finns fotbollsarena, curlinghall och inköpscentrum.

## Bekanta spelare
- Olivier Anken - målvakt från 1976 till 1994 och landslagsspelare under 1980-talet.[3]